# Universal Pictures
 (транскр.  Јуниверсал пикчерс) амерички је филмски студио чији је власник NBCUniversal, односно Comcast. Основан је 1912. и један је од најстаријих америчких филмских студија који још увек постоји и у континуитету ради.

## Историја
Компанију је основао Карл Лемле, емигрант немачко-јеврејског пореклом из Лаупхајма у Немачкој. Лемли се настанио у Висконсину, у градићу Ошкош где је имао продавницу одеће. Убрзо је одустао од тог посла и купио први Никелодион. Оснивање Едисоновог труста 1908. године, значило је да власници никелодиона морају да плаћају накнаде за филмове које је труст произвео. Последица овога је било велико незадовољство Лемлија и осталих власника никелодеона. Они су одлучили да почну са продукцијом сопствених филмова. У јуну 1911. Лемли је, са партнерима Ејбом и Џулијусом Стерном, основао компанију Yankee Film Company. Компанија је убзрзо укључена у Independent Moving Pictures Company. За разлику од Едисона, Лемли је на својим филмовима потписивао глумце који су у њима играли, што је привукло велики број глумаца. Може се рећи да је тиме значајно допринео стварању система филмске звезде.
Дана 30. априла 1912. у Њујорку је основана Universal Film Manufacturing Company. У јулу исте године Лемли је постао њен председник. Године 1925. компанија је променила име у Universal Pictures Company, Inc. Године 1915. Лемли је, на фарми у близини Холивуда, основао највећи филмски студио на свету, који се простирао на 93 хектара. Студио је био отворен за посетиоце, што је у то време било прилично неуобичајено. Студио се, углавном, бавио производњом јефтиних мелодрама и вестерна.
Двадесетих година, највећа филмска звезда студија био је Лон Чејни који се појављивао у скоро свим драмама снимљиним у том периоду. Најзначајнији филмови тог периода су Звонар Богородичине цркве (1923) и Фантом из Опере (1925) У овом периоду, Лемли је већину управљачких одлука поверио Ирвингу Талбергу. Талберг је био Лемлијев секретар који га је импресионирао својим предлозима како успешније водити студио. Међутим, Талберг је убрзо прешао у другу компанију — Metro-Goldwyn-Mayer, чији председник му је обећао већу плату. Без њега, Универзал је постао другоразредна компанија и то стање је трајало неколико деценија.
Године 1928. Лемли је урављање компанијом предао свом сину — Карлу Лемлију Млађем. Био је то поклон за младићево пунолетство. Тиме је само потврђен имиџ непотизма који је компаније и раније имала. Наводно, у једном тренутку је чак 70 Лемлијевих рођака било на платном списку. Међу њима је био и будући режисер Вилијам Вајлер.
Лемли млађи је наговорио оца да осавремене студио. Градио је биоскопе и почео да снима звучне филмове. Снимио је и неколико високобуџетних филмова, међу којима је најбитинији освајач Оскара за најбољи филм 1930. — На западу ништа ново.

## Лого
Први лого који је компанија имала је био у облику Земље на којој пише Universal Films са прстеном налик Сатурновом, на коме пише The Trans-Atlantic Film. Овај лого је седам пута модернизован (последњи пут 1997), али је главна идеја планете са прстеном задржана у свим верзијама.

## Најзначајнији филмови
| - Звонар Богородичине цркве (1923) - Фантом из Опере (1925) - На западу ништа ново (1930) (Добитник Оскара за најбољи филм) - Дракула (1931) - Франкенштајн (1931) - Имитација живота (1934) (Номинован за Оскара за најбољи филм) - Франкенштајнова невеста (1935) - Величанствена опсесија (1935) (Номинован за Оскара за најбољи филм) - Три паметне девојке (1936) (Номинован за Оскара за најбољи филм) - Сто мушкараца и девојка (1937) (Номинован за Оскара за најбољи филм) - Саботер (1942) - Сенка сумње (1943) - Велика очекивања (1947) - Велики сат (1948) - Хамлет (1948) (Добитник Оскара за најбољи филм) - Винчестер '73 (1950) - Човек у белом оделу (1952) - Човек који је сувише знао (1956) - Додир зла (1958) - Убити птицу ругалицу (1962) (Номинован за Оскара за најбољи филм) - Птице (1963) - Шарада (1963) - Фаренхајт 451 (1966) - Ана од хиљаду дана (1969) (Номинован за Оскара за најбољи филм) - Аеродром (1970) (Номинован за Оскара за најбољи филм) - Амерички графити (1973) (Номинован за Оскара за најбољи филм) - Жаока (1972) (Добитник Оскара за најбољи филм) - Ајкула (1975) (Номинован за Оскара за најбољи филм) - Ловац на јелене (1978) (Добитник Оскара за најбољи филм) - 1941 (1979) - Рударева кћи (1980) (Номинован за Оскара за најбољи филм) - Браћа Блуз (1980) | - Летњиковац на Златном језеру (1981) (Номинован за Оскара за најбољи филм) - Нестали (1982) (Номинован за Оскара за најбољи филм) - Е. Т. ванземаљац (1982) (Номинован за Оскара за најбољи филм) - Створ (1982) - Лице са ожиљком (1983) - Ватрене улице (1984) - Повратак у будућност (1985) - Бразил (1985) - Моја Африка (1985) (Добитник Оскара за најбољи филм) - Последње Христово искушење (1988) - Мирис жене (1992) - Парк из доба јуре (1993) - Карлитов пут (1992) - Шиндлерова листа (1993) (Добитник Оскара за најбољи филм) - У име оца (1994) (Номинован за Оскара за најбољи филм) - Аполо 13 (1995) (Номинован за Оскара за најбољи филм) - Бејб (1995) (Номинован за Оскара за најбољи филм) - Касино (1995) - Дванаест мајмуна (1995) - Упознајте Џоа Блека (1998) - Заљубљени Шекспир (1998) (Добитник Оскара за најбољи филм) - Гладијатор (2000) (Добитник Оскара за најбољи филм) - Ерин Брокович (2000) (Номинован за Оскара за најбољи филм) - Блистави ум (2001) (Добитник Оскара за најбољи филм) - Дневник Бриџет Џонс (2001) - Борнов идентитет (2002) - Господар и војсковођа (2003) (Номинован за Оскара за најбољи филм) - Трка живота (2003) (Номинован за Оскара за најбољи филм) - Реј (2004) (Номинован за Оскара за најбољи филм) - Борнова надмоћ (2004) - Човек Пепељуга (2005) - Кинг Конг (2005) - Минхен (2005) (Номинован за Оскара за најбољи филм) - Потомци (2006) - Човек изнутра (2006) - Јунајтед 93 (2006) - Добри пастир (2006) - Борнов ултиматум (2007) - Фрост/Никсон (2008) (Номинован за Оскара за најбољи филм) - Замена (2008) - Проклетници (2009) (Номинован за Оскара за најбољи филм) |